# Soku no Kuni
Soku no kuni es el yomi en la mitología japonesa gobernado por el dios Amatsu-Mikaboshi. El reino de Soku no Kuni es paralelo al cielo, y refleja la amargura de la diosa Izanami después de dar a luz al dios del fuego Kagutsuchi y terminar en el inframundo, donde permaneció atrapada detrás de una roca puesta ahí por un horrorizado Izanagi.
Los residentes de Soku no kuni son las almas pecaminosas, espíritus conocidos como Shitidama. Son seres violentos, de naturaleza más demoníaca que humana. Ocasionalmente, estos espíritus escapan de Soku no kuni y causan estragos en la Tierra.

## Discrepancias de terminología
Existen ciertas discrepancias con el nombre del reino
- Yomi No Kuni — Yomi deriva de la misma raíz etimológica que yoru, yo, que significa "noche",[5]
- Ne No Kuni — Ne podría referirse a los conceptos de la base o el origen.[5]
- Soko No Kuni — Soko implica "base", a veces comparable a Tokyo No Kuni[5]

## Descripciones del reino
Las descripciones más tempranas derivan del Kojiki y el Nihongi. En la versión del Kojiki de la historia de Izanagi e Izanami, el reino de Yomi no Kuni es descrito como;
1. Oscuro en origen o existencia.[6]
2. Un lugar de deshonra.[6]
3. Poseedor de un pasaje entre la tierra de los muertos y el mundo de los vivos que está bloqueado por una roca.[6]
4. Característicamente tener una atmósfera volátil, con tormentas.[6]
5. Algo similar a nuestro mundo (conteniendo plantas, personas, e incluso un palacio).[6]

No existe ninguna mención o referencia al asunto del juicio de los muertos o de las almas.
No está claramente definido quién es el gobernante de este reino. Izanami es llamado "la gran deidad del yomi" al final de la historia, aunque al principio solo iba a pedir consejo a otras deidades.
Otras fuentes también asocian al reino con la noción de una tierra impura y fuente de enfermedades.